# Paraphalaenopsis
Paraphalaenopsis A.D.Hawkes, 1963 è un genere di orchidee epifite che comprende quattro specie, tutte originarie del Borneo.

## Descrizione

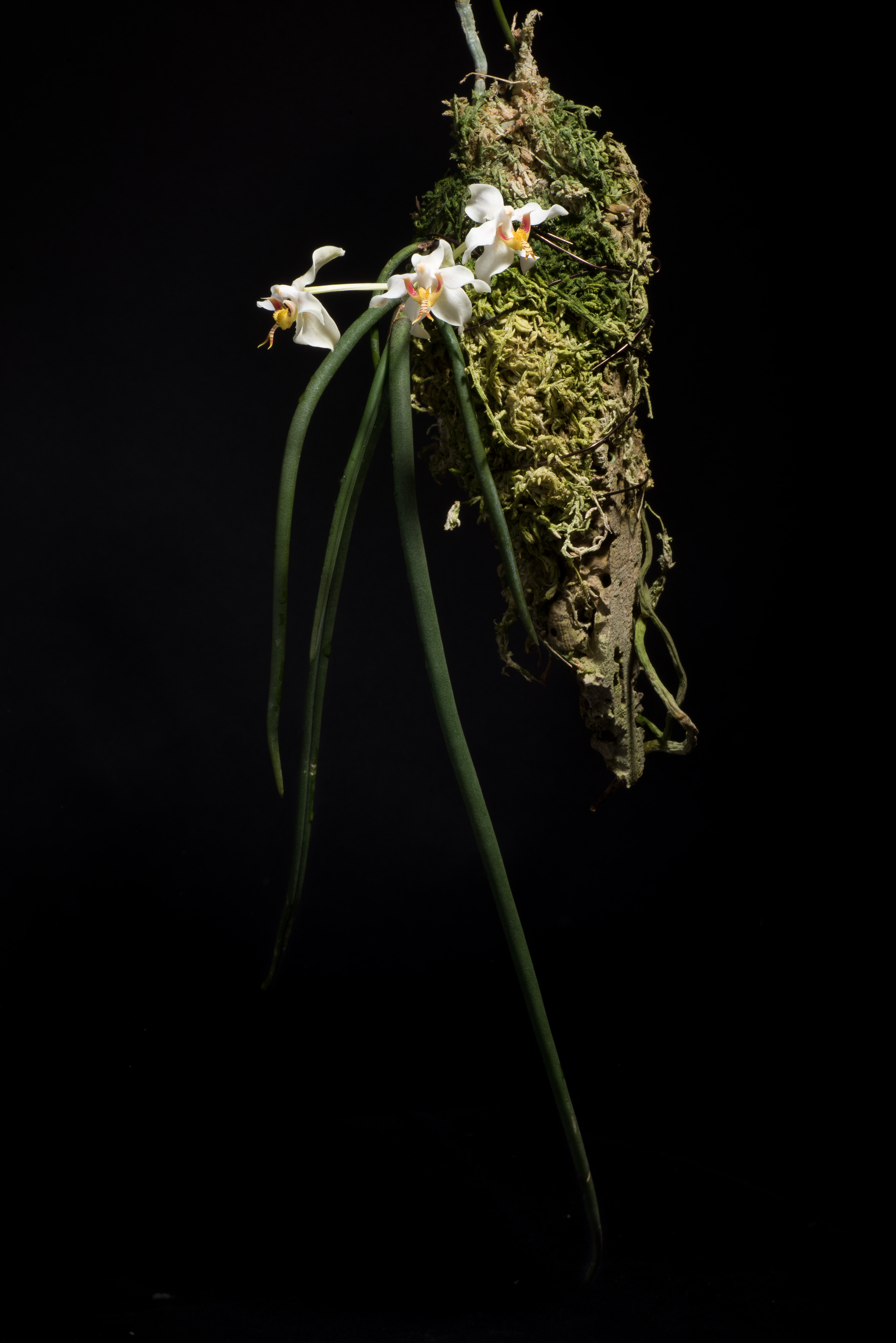
Paraphalaenopsis serpentilingua

Il genere comprende orchidee epifite con fusti molto corti, a crescita monopodiale, caratterizzate da foglie carnose, alternate, di colore verde scuro, lunghe sino a 1 m che terminano con lunghe appendici "a coda di topo".
Le grosse radici aeree sono verdi o biancastre per via dello strato protettivo che le riveste, detto velamen, e presentano attività fotosintetica.
L'infiorescenza, che origina da uno dei nodi del fusto, è composta da 4 a 10 fiori, variamente colorati, con un intenso profumo, simile a quello della cannella o della banana matura, a seconda delle specie; assomigliano vagamente a quelli del genere Phalaenopsis: il perianzio è composto da sepali e petali obovato-lanceolati e un labello trilobato e privo di sperone. Il ginostemio, cilindrico-clavato, contiene due pollinodi.

## Tassonomia
Il genere Paraphalaenopsis è stato distinto dal genere Phalaenopsis nel 1963 dal botanico inglese Alex Drum Hawkes
Comprende quattro specie:
- Paraphalaenopsis denevei (J.J.Sm.) A.D.Hawkes, 1964 (specie tipo)
- Paraphalaenopsis labukensis Shim, A.L.Lamb & C.L.Chan, 1981
- Paraphalaenopsis laycockii (M.R.Hend.) A.D.Hawkes, 1964
- Paraphalaenopsis serpentilingua (J.J.Sm.) A.D.Hawkes, 1963

### Ibridi
Sono noti i seguenti ibridi intergenerici:.
- Paraphalaenopsis × Aerides = × Pararides
- Paraphalaenopsis × Aerides × Arachnis × Ascocentrum × Rhynchostylis × Vanda = × Dixuanara
- Paraphalaenopsis × Aerides × Ascocentrum × Rhynchostylis × Vanda = × Valinara
- Paraphalaenopsis × Aerides × Rhynchostylis × Vanda  = × Ponterara
- Paraphalaenopsis × Arachnis = × Pararachnis
- Paraphalaenopsis × Arachnis × Ascocentrum × Vanda  = × Purverara
- Paraphalaenopsis × Arachnis × Ascocentrum × Vanda × Vandopsis = × Lavrihara
- Paraphalaenopsis × Arachnis × Renanthera = × Paranthera
- Paraphalaenopsis × Arachnis × Renanthera × Vanda × Vandopsis = × Oderara
- Paraphalaenopsis × Arachnis × Renanthera × Vandopsis = × Spiessara
- Paraphalaenopsis × Arachnis × Vanda  = × Parandachnis
- Paraphalaenopsis × Arachnis × Vandopsis = × Garayara
- Paraphalaenopsis × Ascocentrum = × Paracentrum
- Paraphalaenopsis × Ascocentrum × Ascoglossum × Renanthera = × Johnsonara
- Paraphalaenopsis × Ascocentrum × Neofinetia × Rhynchostylis × Vanda  = × Hirayamaara
- Paraphalaenopsis × Ascocentrum × Phalaenopsis × Vanda  = × Meirmosesara
- Paraphalaenopsis × Ascocentrum × Renanthera = × Lachelinara
- Paraphalaenopsis × Ascocentrum × Renanthera × Vanda  = × Stearnara
- Paraphalaenopsis × Ascocentrum × Rhynchostylis = × Ascorhynopsis
- Paraphalaenopsis × Ascocentrum × Rhynchostylis × Vanda  = × Menziesara
- Paraphalaenopsis × Ascocentrum × Vanda  = × Paravandrum
- Paraphalaenopsis × Ascoglossum × Renanthera = × Ascoparanthera
- Paraphalaenopsis × Christensonia = × Chrisnopsis
- Paraphalaenopsis × Esmeralda × Renanthera × Vanda  × Vandopsis = × Tomoderara
- Paraphalaenopsis × Luisia = × Parisia
- Paraphalaenopsis × Phalaenopsis = × Phalphalaenopsis
- Paraphalaenopsis × Phalaenopsis × Renanthera × Vandopsis = × Huntingtonara
- Paraphalaenopsis × Renanthera = × Pararenanthera
- Paraphalaenopsis × Renanthera × Rhynchostylis = × Rundleara
- Paraphalaenopsis × Renanthera × Vanda = × Paravandanthera
- Paraphalaenopsis × Renanthera × Vandopsis = × Renanparadopsis
- Paraphalaenopsis × Rhynchostylis = × Parastylis
- Paraphalaenopsis × Rhynchostylis × Vanda  = × Sweetara
- Paraphalaenopsis × Trichoglottis = × Paraottis
- Paraphalaenopsis × Vanda = × Paravanda
- Paraphalaenopsis × Vandopsis = × Paravandopsis

## Coltivazione
È meglio coltivare le Paraphalaenopsis su sughero o su altri legni idonei: sono molto sensibili ai ristagni d'acqua nel colletto. Richiedono molta luce, a volte anche sole diretto, e temperature calde. Hanno bisogno di molta acqua e di un ambiente piuttosto umido; nel remoto caso che la pianta sia in vaso si consiglia di innaffiare una o due volte a settimana. Il composto da usare in una eventuale invasatura deve essere composto da corteccia di pino e sfagno.